# Abbaziale di Saint-Riquier
L'abbaziale di San Ricario è la chiesa dell'omonima abbazia sita a Saint-Riquier, nel nord della Francia.
La sua ricchissima facciata rappresenta un capolavoro dello stile gotico fiammeggiante.
Venne dichiarata monumento storico di Francia dal 1862.

## Storia

### Edifici romanici

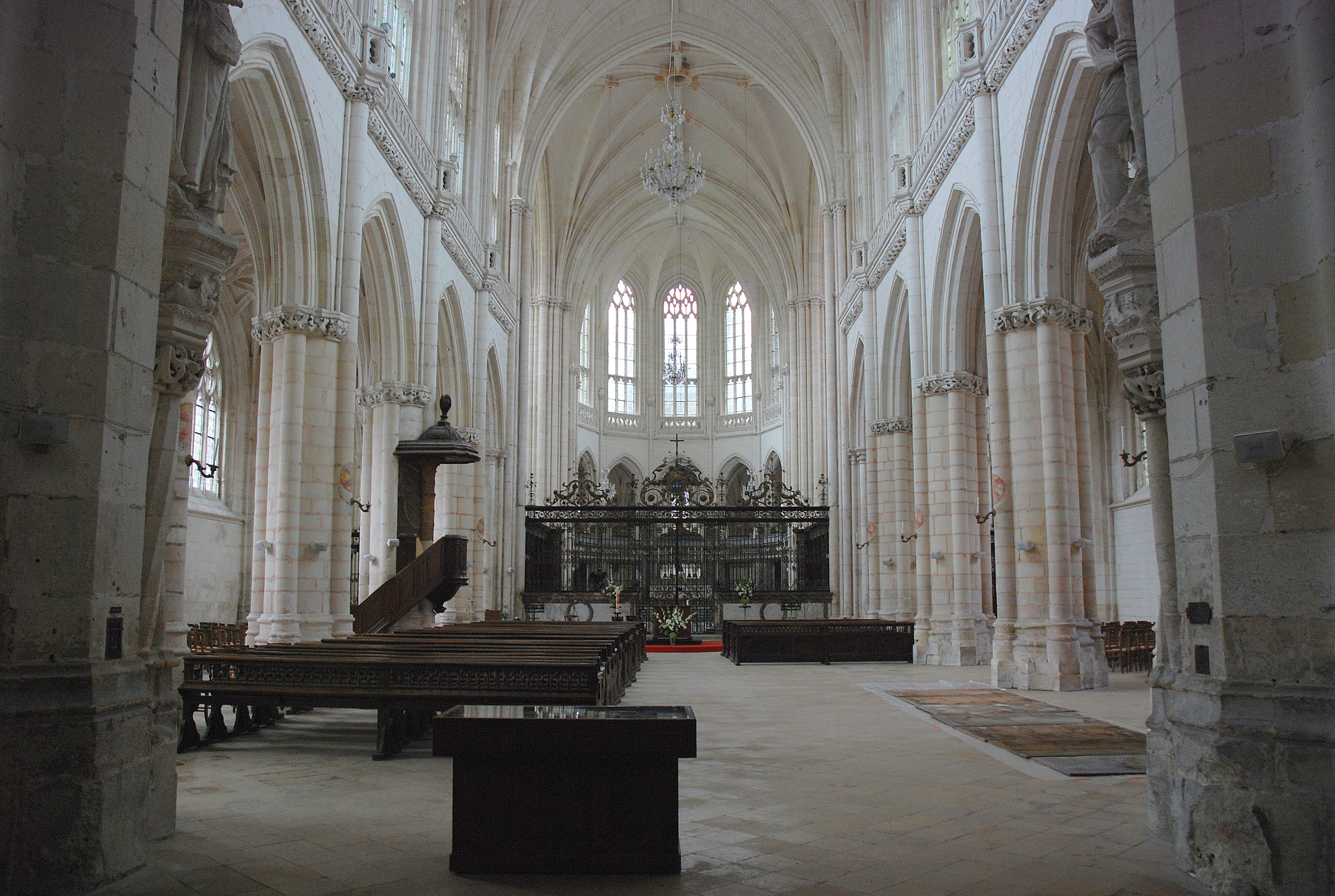
Interno della chiesa abbaziale

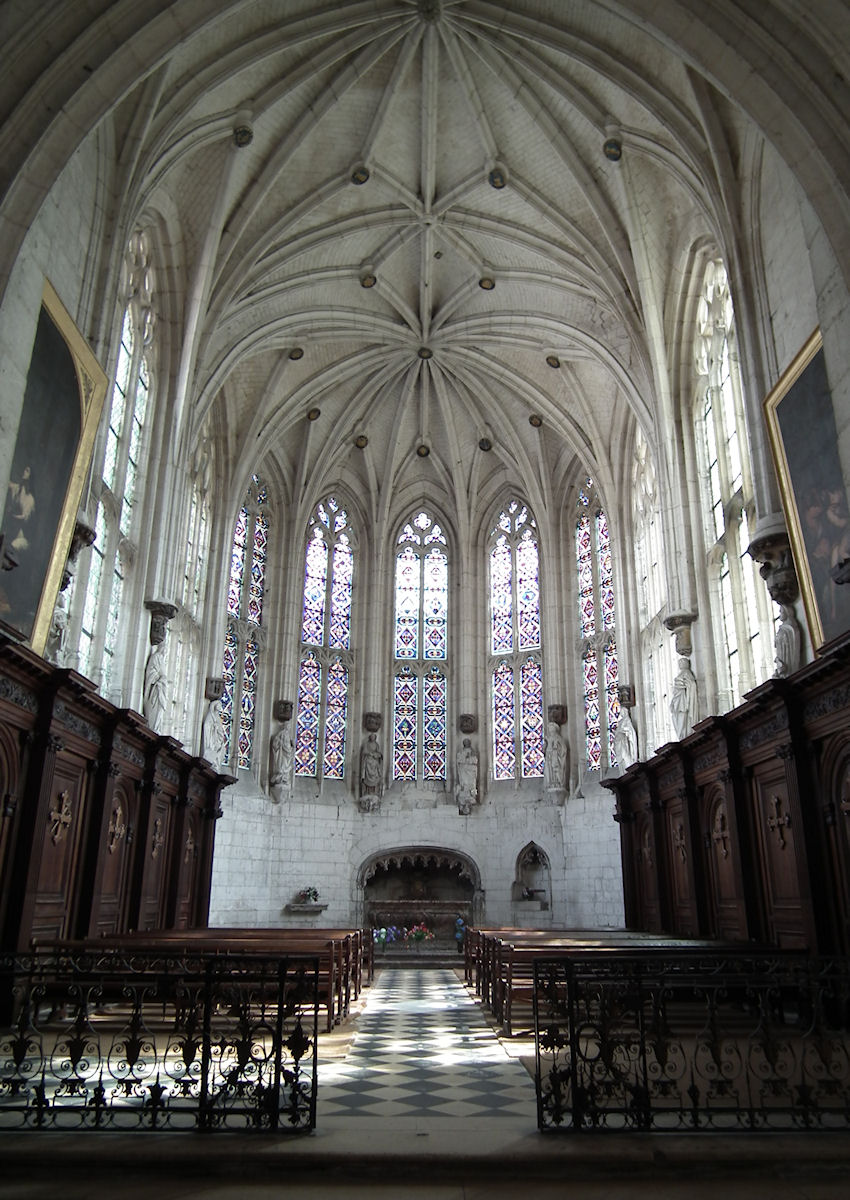
La cappella assiale

La prima chiesa in questo luogo sorse nel VII secolo, quando san Ricario fondò l'abbazia sulle sue terre di famiglia.
Nel 790 Angilberto, uomo molto influente alla corte di Carlomagno, venne nominato abate-conte di Saint-Riquier. Subito apportò copiose donazioni imperiali, che gli permisero di intraprendere ristrutturazioni e ampliamenti. Soprattutto riedificò la chiesa abbaziale, dedicandola al Salvatore e a san Ricario. Era un edificio carolingio a tre navate e due transetti sormontati sulla crociera da due poderose torri con coperture coniche e lanterne.
Questa chiesa carolingia fu modello per la costruzione di altre numerose chiese romaniche della Germania, come la chiesa benedettina di Corvey sul Weser (844 e San Michele a Hildesheim.
Tuttavia nel febbraio dell'881 l'abbazia fu devastata e distrutta dai Normanni e solo dopo molto tempo i monaci tornarono e restaurarono il luogo.
Inoltre l'abbazia dovette subire l'assedio di Ugo III di Campdavaine, conte di Saint-Pol, che nel 1131 provocò un grande incendio.
La settima e l'Ottava crociata, promosse da Luigi IX di Francia, portarono nuove proprietà e quindi nuove rendite alle casse dell'abbazia. Così, sotto l'abbaziato di Giles de Machemont (1257-1292) si intraprese la ricostruzione, con impianto gotico, della chiesa abbaziale, che si svolgerà sotto quattro abati, fino al 1536, toccando le varie tappe dello stile gotico.

### L'edificio gotico
Nel 1257, sulle rovine della chiesa carolingia, fu costruito un nuovo edificio religioso di stile gotico che venne ampliato e rimaneggiato nei due secoli successivi. Il progetto prevede una pianta a croce latina divisa in tre navate con coro a deambulatorio e cappella assiale, dedicata alla Vergine.
Spicca la ricchissima facciata, capolavoro dello stile gotico fiammeggiante che risale al XV-XVI secolo. 
Divisa verticalmente in tre parti, si apre in basso con tre portali decoratissimi di sculture. Il timpano del portale principale, il più maestoso, è ornato dall'Albero di Jesse. Sulla cima del portale una cuspide accoglie la scultura della Trinità, affiancata dagli abati costruttori della facciata: Eustache II Le Quieux e Thibaud de Bayencourt.
Nella parte sopra al portale si sviluppano due ordini di statue raffiguranti dieci Apostoli. Alla sommità della grande ghimberga superiore è il gruppo dell'Incoronazione della Vergine. 
Sulla torre, intorno alle aperture della cella campanaria sono le statue di San Michele con, a destra, Adamo e Eva, e, a sinistra, Mosé e Elia.
Il portale sinistro è dedicato a sant'Egidio e presenta sculture dai ricchi abiti nobiliari; il portale destro riporta Storie della Vergine. La facciata venne restaurata nel 2006.
I battenti delle porte sono del XVII secolo, quando, sotto la direzione dell'abate Charles d'Alegre, gli interni vennero rimaneggiati e dotati del mobilio.

## Dimensioni
| Lunghezza totale: 96,60 m       |
| Altezza delle volte: 24,60 m    |
| Larghezza del piedicroce : 27 m |
| Altezza della torre : 48,80 m   |